# Кастрокаро Терме и Тера дел Соле
Кастрока̀ро Тѐрме и Тѐра дел Со̀ле (на италиански: Castrocaro Terme e Terra del Sole, на местен диалект Castruchèira e Tèra del Sòl, Каструкейра е Тера де Сол) е община в северна Италия, провинция Форли-Чезена, регион Емилия-Романя. Разположена е на 68 m надморска височина. Населението на общината е 6527 души (към 2012 г.).
Административен център на общината е градче Кастрокаро Терме. Тера дел Соле е друг важен център в общинската територия.

## История
От 1783 до 1872 г. общината се нарича само Кастрокаро, от тази година до 1925 г. названието се променя в Тера дел Соле и Кастрокаро. До 1925 г. от 1962 г. името е Кастрокаро и Тера дел Соле. В 1962 г. общината поема своето днешно название.
До 1923 г. общината е част на провинция Флоренция, регион Тоскана. Тя се намира в историческата област, наречена Тосканска Романя (на италиански: Romagna Toscana). В тази година общината участва в провинция Ферара.